# Nannophrys naeyakai
Espèce
Statut de conservation UICN

 EN B1ab(iii) : En danger
Nannophrys naeyakai est une espèce d'amphibiens de la famille des Dicroglossidae.

## Répartition
Cette espèce est endémique du Centre-Est du Sri Lanka, elle se rencontre entre 200 et 620 m d'altitude,.

## Étymologie
Naeyaka pour les Vedda est un terme qui désigne la croyance d'une vie après la mort.

## Publication originale
- Fernando, Wickramasinghe & Rodrigo, 2007 : A new species of endemic frog belonging to genus Nannophrys Günther, 1869 (Anura: Dicroglossinae) from Sri Lanka. Zootaxa, no 1403, p. 55-68.